# 倫索伊斯-馬拉年塞斯國家公園
倫索伊斯-馬拉年塞斯國家公園（葡萄牙語：Parque Nacional dos Lençóis Maranhenses）是位於巴西東北部馬拉尼昂州的國家公園，1981年6月2日成立；面積约15.5萬公顷，覆蓋巴雷里尼亞斯、普里梅拉克魯斯和馬拉尼昂河畔聖阿馬魯地區。
该公园以其独特的地貌特征和生态环境而闻名。公园位于沿海地区，有约70公里长的海岸线，地表大部覆盖着白色沙质土壤，形成从海岸向陆地延伸约5-25千米的沙丘地貌。由于本地独特的气候和地理条件，沙丘间形成大量时令性的潟湖，且大多可以稳定地存在于整个雨季期间，从而为动植物的生活的繁衍提供了场所和条件，公园奇特而美丽的风光也吸引着大量游客前来观光。
2024年，倫索伊斯-馬拉年塞斯國家公園被正式评定为联合国教科文组织世界遗产。

## 地理特征
伦索伊斯-马拉年塞斯国家公园位于巴西东北部馬拉尼昂州沿海地区，濒临大西洋。公园占地面积约15.5万公顷，地表覆盖着广阔的沿海沙丘，还有部分红树林和海岸景观，辖地拥有共计约70公里长的海岸线，数条河流流经邻近地带。
伦索伊斯-马拉年塞斯国家公园中的沙丘主要形成于第四纪晚期，海岸受到风力和海洋的侵蚀，由帕纳伊巴河、普雷吉萨斯河带来的砂砾沉积下来，且被风吹向内陆，最终形成了向内陆延伸最大距离超过20公里的蜿蜒连绵的沙丘，沙丘最高可达10-20米。
公园地貌与寻常的沙漠似无明显区别，但气候与典型沙漠气候大相径庭，尤其是湿润程度远超典型沙漠的一般水平。公园内全年温暖湿润，年平均气温在26-28℃，且最大温差仅约1.1摄氏度，年平均降水量达1200-2000毫米，其中90%的降水发生于1月至7月的雨季；作为比较，典型沙漠地貌的年平均降水量最大仅为约250毫米。在降水量丰沛的雨季，降下的雨水导致地下水水位升至地平面以上，从而形成了大量的时令性淡水潟湖。这也成为伦索伊斯-马拉年塞斯国家公园得名的原因——“伦索伊斯-马拉年塞斯”（Lençóis Maranhenses）在葡萄牙语中本义为“马拉尼昂地下水层”。潟湖最大宽度达100米、深度逾3米，7月-9月时达到最大，面积可占公园总占地面积的41%。砂质土壤下层多为片麻岩、花岗岩、石英-云母片岩等组成的岩石基底，水分难以下渗，因此潟湖可在雨季期间长期稳定存在，从而造就了公园在南美洲乃至全世界独一无二的特殊地理风貌。潟湖的水温在27.5-32℃之间，pH为4.9-6.2，水体中养分富集程度较低。在旱季，由于蒸发量大，潟湖的水位快速下降，在一个月内水位可减退1米，最终在旱季末期大多完全消失。
除沙丘、潟湖之外，在公园的中央地带，还形成了部分有植被覆盖的绿洲，占公园总占地面积的约3%，其中大部分为沙洲灌丛，小部分为红树林。

## 生态环境

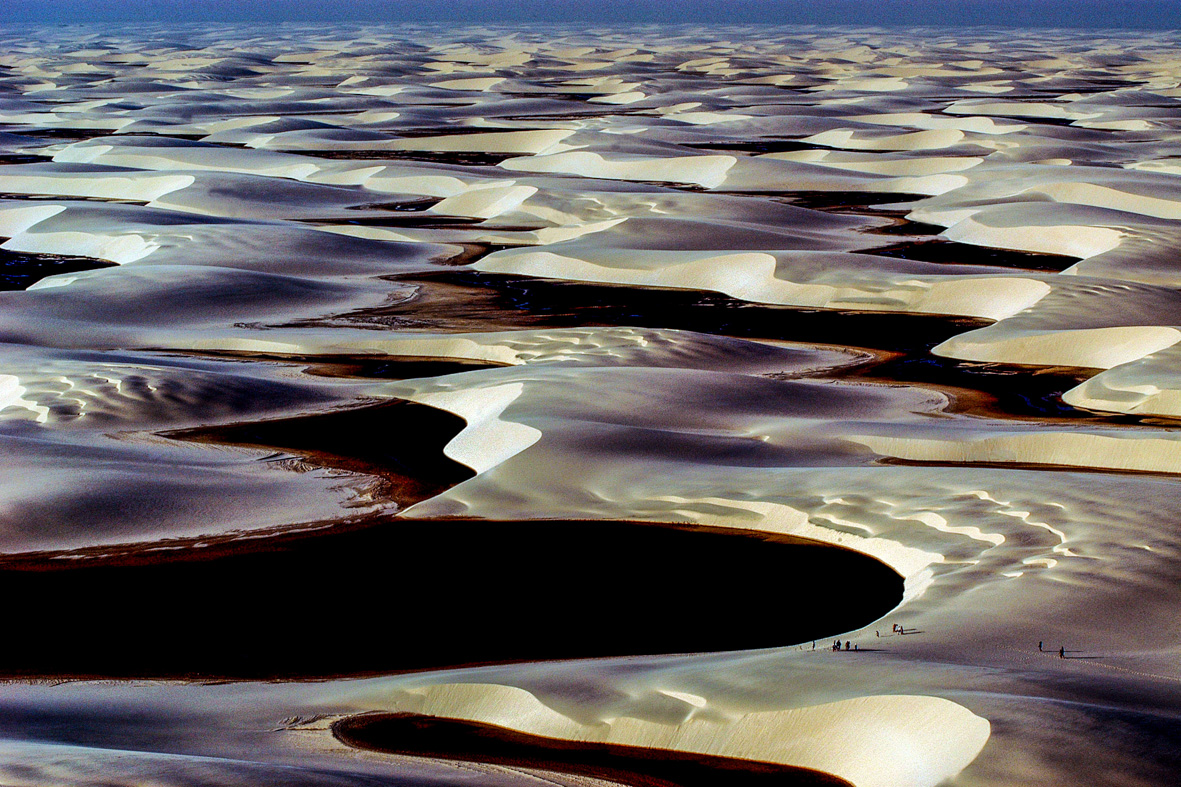
沙漠中的潟湖群

伦索伊斯-马拉年塞斯国家公园内的潟湖时常与外界河流相连接，且潟湖彼此之间也常常相连，因此带来了较高的生物多样性。许多鱼类、昆虫栖息于公园境内，此外还有植物62科133种，鸟类43科112种，爬行动物不少于42种；公园提供的自然环境对许多物种的迁徙、繁衍具有重要意义。
巴西濒危物种名录中列出的4种濒危物种生活于伦索伊斯-马拉年塞斯国家公园，包括美洲红鹮、长尾水獭、小斑虎猫和西印度海牛。

## 旅游业
伦索伊斯-马拉年塞斯国家公园秀丽而独特的自然景观吸引来自全世界各地的游客前往，年游客接待量约为65000人次。公园距州首府圣路易斯约260公里，总管理处位于穿公园而过的普雷吉萨斯河河畔。游客多从公园东南方向的巴雷里尼亚斯前往观光，可通过陆路或水路交通。游客在公园中可穿越沙丘徒步旅行、欣赏风景，或在潟湖中沐浴戏水。

## 流行文化
2005年上映的巴西电影《沙之屋》在伦索伊斯-马拉年塞斯国家公园取景拍摄。《复仇者联盟3：无限战争》和《复仇者联盟4：终局之战》中出現的虚构星球佛米爾星在此地取景。

## 图集

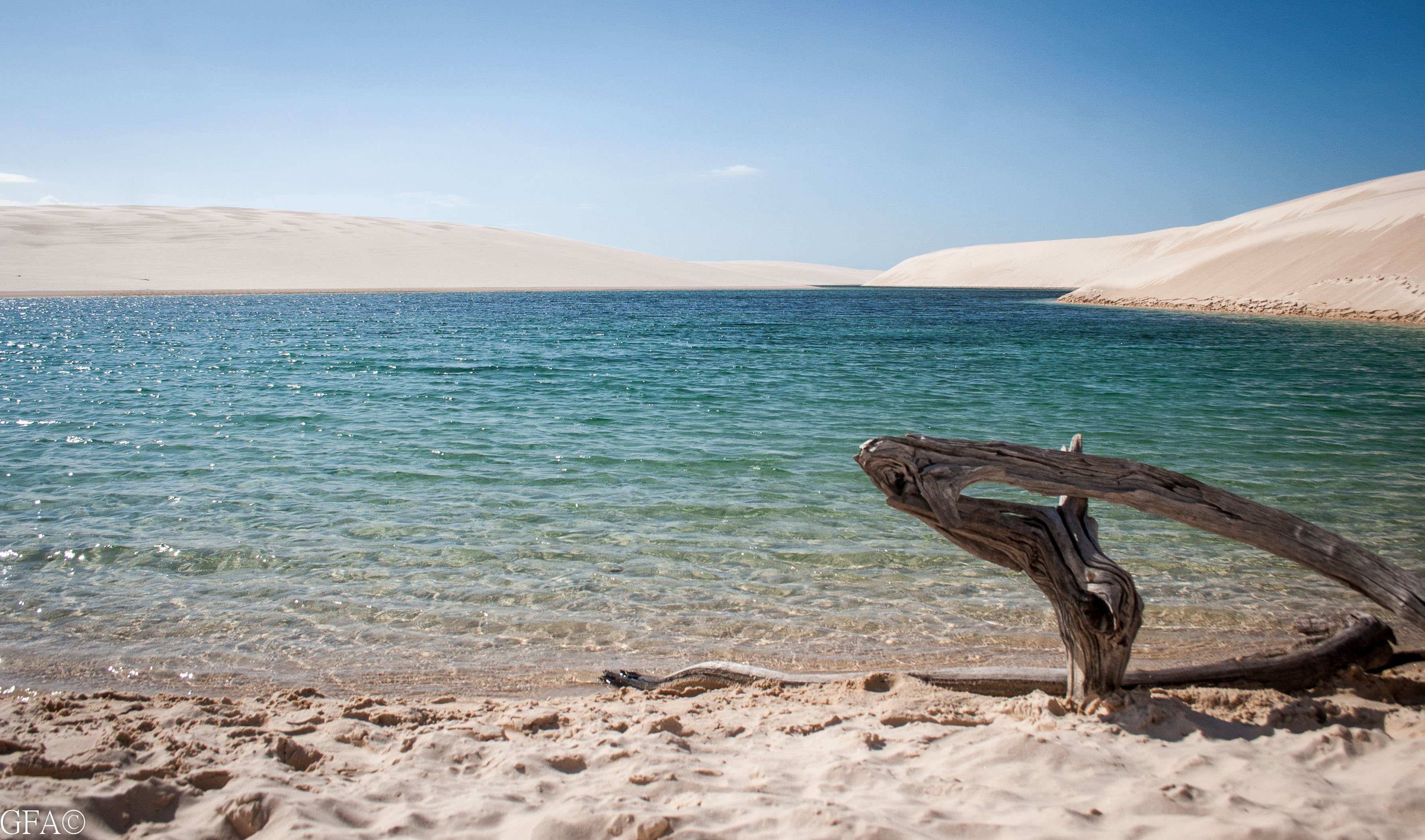
伦索伊斯-马拉年塞斯国家公园中的沙丘与潟湖
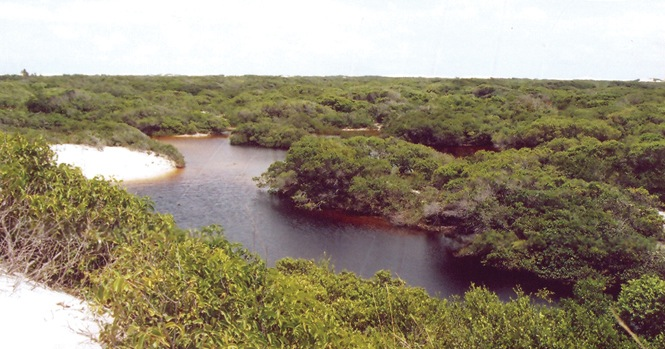
公园中的沙洲灌丛（英语：Restingas）
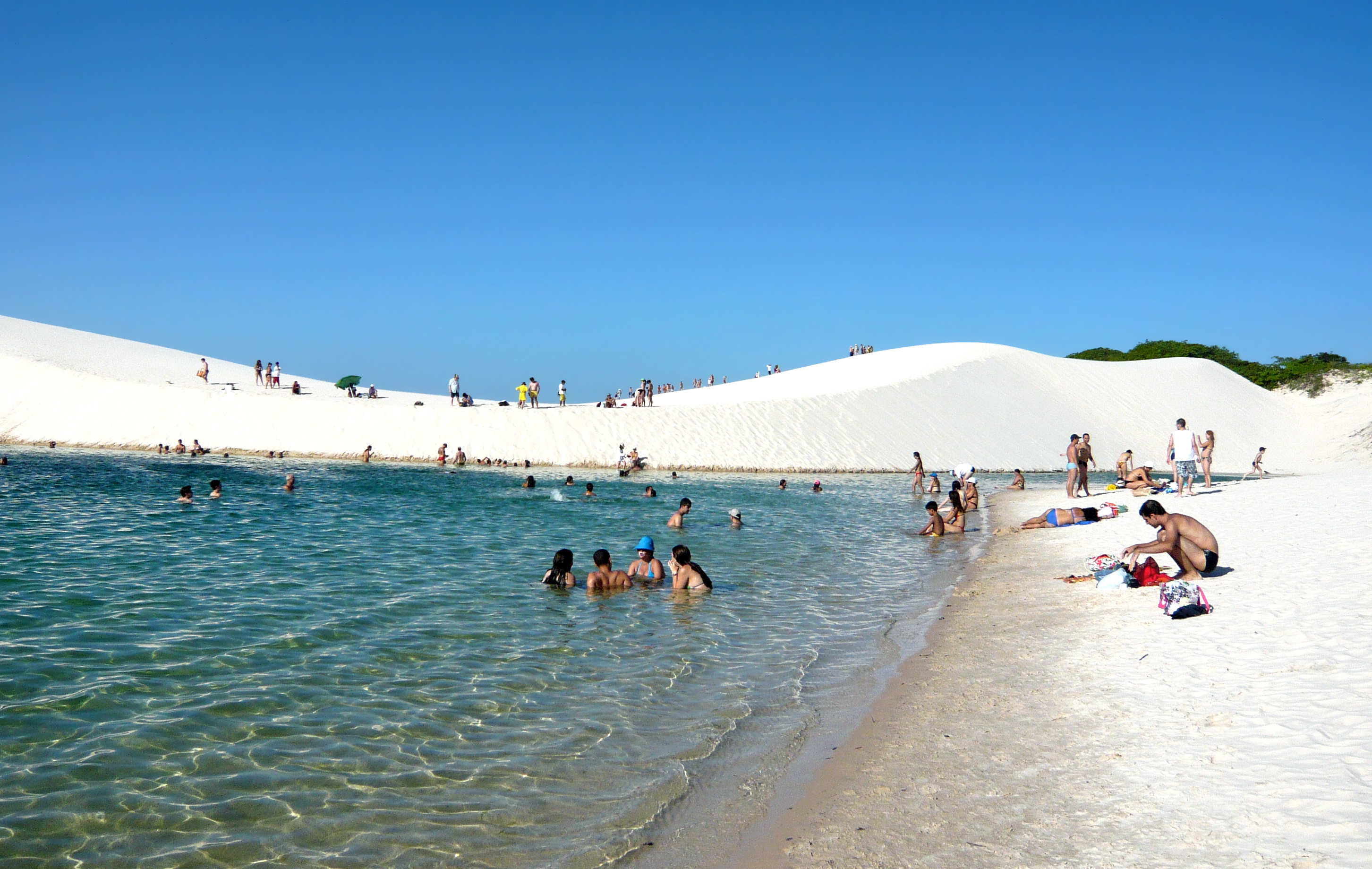
公园中戏水的游客